# Arcadia (Missouri)
Arcadia é uma cidade localizada no estado americano de Missouri, no Condado de Iron.

## Demografia
Segundo o censo americano de 2000, a sua população era de 567 habitantes. 
Em 2006, foi estimada uma população de 531, um decréscimo de 36 (-6.3%).

## Geografia
De acordo com o United States Census Bureau tem uma área de 
2,2 km², dos quais 2,2 km² cobertos por terra e 0,0 km² cobertos por água.

## Localidades na vizinhança
O diagrama seguinte representa as localidades num raio de 24 km ao redor de Arcadia. 